# Fülöp-szigeteki kígyászsas
A Fülöp-szigeteki kígyászsas (Spilornis holospilus) a madarak osztályának vágómadár-alakúak (Accipitriformes) rendjébe a vágómadárfélék (Accipitridae) családjába és a kígyászölyvformák (Circaetinae) alcsaládjába tartozó faj.

## Rendszerezése
A fajt Nicholas Aylward Vigors ír zoológus írta le 1831-ben, a Buteo nembe Buteo holospilus néven.

## Előfordulása
A Fülöp-szigetek területén honos. Természetes élőhelyei a szubtrópusi és trópusi síkvidéki esőerdők, valamint szántóföldek. Állandó, nem vonuló faj.

## Megjelenése
Testhossza 64 centiméter,  testtömege 604-762 gramm
|  |

## Természetvédelmi helyzete
Az elterjedési területe nagyon nagy, egyedszáma ugyan csökken, de még nem éri el a kritikus szintet. A Természetvédelmi Világszövetség Vörös listáján nem fenyegetett fajként szerepel.